# Старац
Старац или Старец (на сръбски: Старац или Starac) е село в община Буяновац, Пчински окръг, Сърбия.

## История
В края на XIX век Старац е село в Прешевска каза на Османската империя. Според статистиката на Васил Кънчов („Македония. Етнография и статистика“) от 1900 година Старац е населявано от 520 жители българи християни. Според патриаршеския митрополит Фирмилиан в 1902 година в Старац има 91 сръбски патриаршистки къщи. По данни на секретаря на Българската екзархия Димитър Мишев („La Macédoine et sa Population Chrétienne“) в 1905 в Старец (Staretz) живеят 680 българи патриаршисти.
Селото според преброяването от 2002 година има 260 жители, всички сърби.
В Старац са запазени останки от голяма църква, посветена на Светата Троица, може би най-старата църква в района на Буяновац. Според метната традиция църквата е била издигната преди манастира „Свети Прохор Пчински“ и в нея е отседнал Свети Прохор, преди заради появата на някакви диваци да отиде в Козяк. В землището на Старац според преданията имало още две църкви: „Свети Лука“ и „Свети Никола“.

## Личности
Родени в Старац
- Христо Стефанов - Старачки (1870 – 1940), сръбски четнически войвода